# Orna
Die Orna, Orne oder Urna war ein Flüssigkeitsmaß vornehmlich für Wein im österreichischen Königreich Illyrien. Das Maß entsprach dem Volumenmaß Eimer. Es hatte in den verschiedenen Städten an der Adria allerdings eine unterschiedliche Größe.
So war das Maß in
- Fiume 1 Orna = 32 Bocalli = 2713 1/5 Pariser Kubikzoll = 53 7/9 Liter
- Triest auch für Öl 1 Orna = 36 Boccalli = 3310 Pariser Kubikzoll = 65 3/5 Liter[1]

Hier setzte man später die alte Triester Orna, auch mit Irme benannt, der Barile/Barille gleich.
- 1 alte Triester Orna = 36 alte Barile/Faß = 66,0394 Liter[2]